# Зигфрид II фон Епщайн
Зигфрид II фон Епщайн (на немски: Siegfried II von Eppstein; * ок. 1165; † 9 септември 1230, Ерфурт) от род Епщайн, е от 1200 до 1230 г. архиепископ на Майнц (схизма до 1208) и така ерц-канцлер на Свещената Римска империя.

## Произход
Той е вторият син на Герхард I фон Епщайн († сл. 1190). По-големият му брат е Готфрид I фон Епщайн (* ок. 1189; † 1223), който е баща на Зигфрид III фон Епщайн, архиепископ на Майнц (1230 – 1249). Роднина е на Теодерих II фон Вид, архиепископ на Трир (1212 – 1242) (по майчина линия) и на Вернер фон Епщайн, архиепископ на Майнц (1259 – 1284), Герхард фон Епщайн († 1305).

## Духовна кариера и управление
Зигфрид II започва духовна кариера. През 1189 г. е в „Св. Ганголф“ в Майнц, от 1194 г. и в „Св. Мартин“ във Вормс и 1196 г. в „Св. Петър“ в Майнц. След смъртта на Конрад I Вителсбах той е избран в Бинген за архиепископ на Майнц като кандидат на Велфите, но Филип Швабски от династията Хоенщауфен избира епископа на Вормс Леополд II фон Шьонфелд (Шайнфелд) († 1217) за архиепископ на Майнц (1200 – 1208). Леополд II изгонва Зигфрид от Бинген и той бяга в Кьолн, където се съюзява с Велфите и завладява Бинген и Майнц. От благодарност Зигфрид II на Коледа 1200 г. коронова Ото IV от Велфите за крал. Папа Инокентий III признава през 1201 г. Ото IV за крал и Зигфрид II като архиепископът на Майнц.
Той няма успех и отива през 1206 г. в Рим, където е кардинал-свещеник на Санта Сабина. На 21 юни 1208 г. Филип Швабски е убит в Бамберг. Тогава Леополд II отстъпва поста си на Зигфрид II, който същата година се е върнал като папски легат от Рим. До 1305 г. четири пъти архиепископи на Майнц са благородници от фамилията Епщайн.
Ото IV е коронован за император и през 1209 г. има конфликти с папата. През 1212 г. Зигфрид II е папски легат и коронова Фридрих II Хоенщауфен за император на 9 декември 1212 г. в Майнц. Ото IV тогава напада територията около Майнц, но през 1214 г. е победен от Фридрих II и френския му съюзник Филип II Август.
Зигфрид II коронова на 25 юли 1215 г. Фридрих II Хоенщауфен отново за император в Аахен и участва през 1220 г. при короноването му в Рим за император. През дългото отсъствие на Фридрих той има от ноември 1225 г. голямо влияние в полтиката на империята.
Зигфрид II умира на 9 септември 1230 г. в Ерфурт и е погребан там в църквата „Св. Мария“. Неговият племенник Зигфрид III фон Епщайн го наследява като архиепископ на Майнц.